# Barst
Barst település Franciaországban, Moselle megyében. Lakosainak száma 571 fő (2022. január 1.). Barst Seingbouse, Biding, Cappel, Hoste és Maxstadt községekkel határos.

## Népesség
A település népességének változása:
| Lakosok száma | 349  | 392  | 453  | 538  | 567  | 586  | 579  | 576  | 573  | 571  |
|               | 1968 | 1982 | 1990 | 2006 | 2013 | 2015 | 2017 | 2019 | 2020 | 2022 |